# رايموند مكارتني
رايموند مكارتني هو سياسي بريطاني، ولد في 29 نوفمبر 1954 في ديري في أيرلندا الشمالية. نشط حزبياً في شين فين.

## مناصب
- انتخب عضو الجمعية التشريعية الثانية لأيرلندا الشمالية ‏ عن دائرة فويل [الإنجليزية]‏ وقد انضم خلال فترته النيابية ‏ (15 يوليو 2004 – 30 يناير 2007) للكتلة البرلمانية شين فين.
- في انتخابات الجمعية التشريعية لأيرلندا الشمالية،  2007 [الإنجليزية]‏، انتخب عضو الجمعية التشريعية الثالثة لأيرلندا الشمالية ‏ عن دائرة فويل [الإنجليزية]‏ وقد انضم خلال فترته النيابية ‏ (9 مارس 2007 – 24 مارس 2011) للكتلة البرلمانية شين فين.
- في انتخابات الجمعية التشريعية لأيرلندا الشمالية، 2011 [الإنجليزية]‏، انتخب عضو الجمعية التشريعية الرابعة لأيرلندا الشمالية ‏ عن دائرة فويل [الإنجليزية]‏ وقد انضم خلال فترته النيابية ‏ (6 مايو 2011 – 24 مارس 2016) للكتلة البرلمانية شين فين.
- في 2016 Northern Ireland Assembly election [الإنجليزية]‏، انتخب Member of the 5th Northern Ireland Assembly ‏ عن دائرة فويل [الإنجليزية]‏ وقد انضم خلال فترته النيابية ‏ (7 مايو 2016 – 26 يناير 2017) للكتلة البرلمانية شين فين.
- في انتخابات جمعية أيرلندا الشمالية 2017 [الإنجليزية]‏، انتخب Member of the 6th Northern Ireland Assembly ‏ عن دائرة فويل [الإنجليزية]‏ وقد انضم خلال فترته النيابية ‏ (3 مارس 2017 – ) للكتلة البرلمانية شين فين.